# Jan Kanty Jugendfein
Jan Kanty Jugendfein (ur. 14 grudnia 1859 w Ciężkowicach, zm. 1 października 1921 w Krośnie) – doktor praw, adwokat, poseł do Sejmu Krajowego Galicji, burmistrz Krosna, działacz społeczny.

## Życiorys

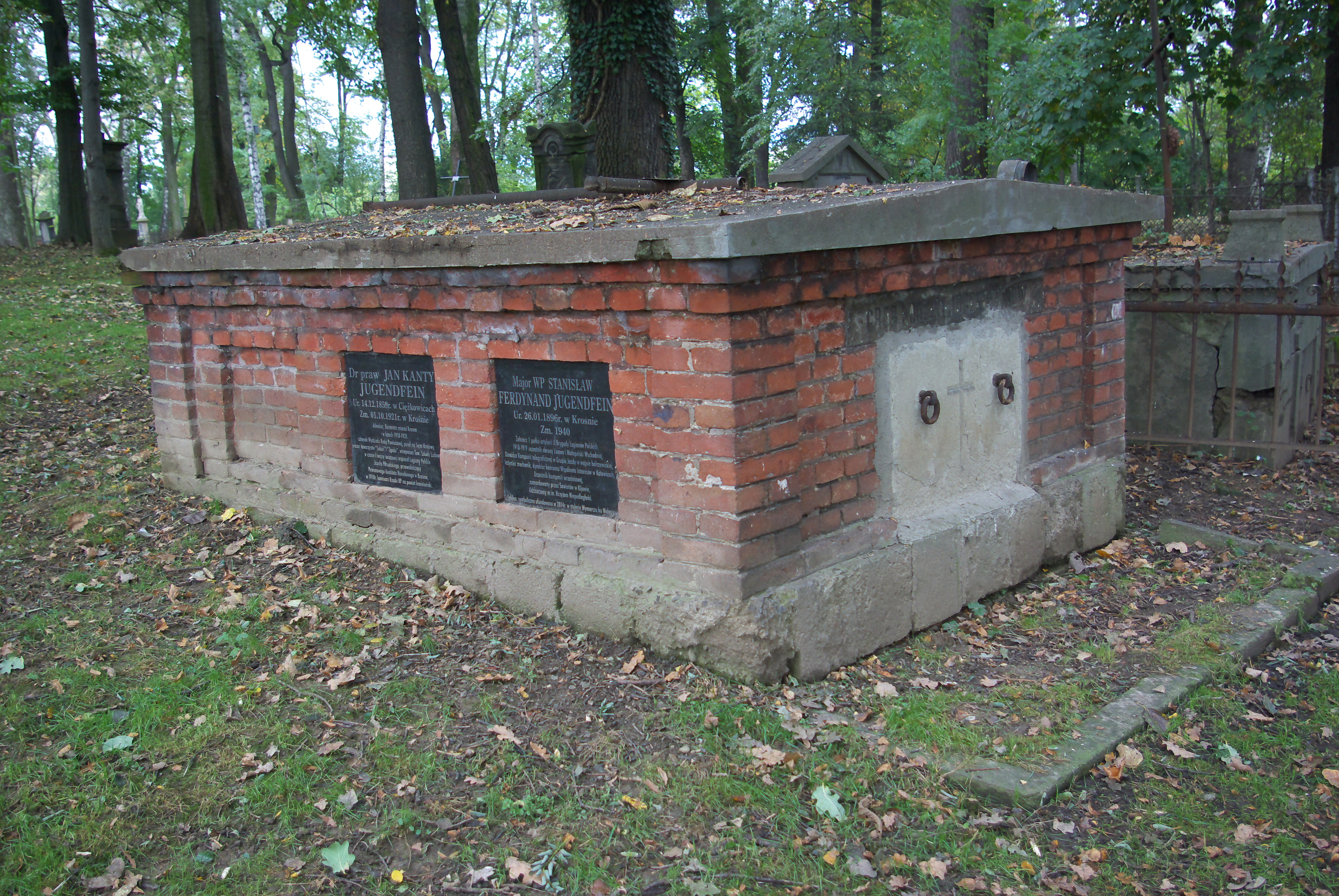
Nagrobek Jana Kantego Jugendfeina

Kształcił się w C K. Gimnazjum Wyższym w Nowym Sączu (VI klasa w 1876) i w C.K. Gimnazjum w Jaśle (VII klasa w 1878). Ukończył studia prawa uzyskując tytuł doktora praw. Na przełomie XIX/XX wieku był adwokatem przy C.K. Sądzie Powiatowym w Krośnie w obrębie C.K. Sądu Obwodowego w Jaśle. W 1900 został kandydatem stronnictwa demokratycznego do Sejmu Krajowego Galicji i uzyskał mandat posła VIII kadencji (1901-1907) po dodaniu w III kurii okręgu wyborczego 19. Sanok-Krosno na okres VI sesji od 1900 do 1901 (po trzykrotnym głosowaniu pokonał Antoniego Goldhammera). Pełnił funkcję asesora w urzędzie miejskim w Krośnie. Od 13 listopada 1906 był delegatem C.K. Wydziału Krajowego Szkolnego w Krośnie. Był członkiem komisji kontrolującej Kasy Oszczędności miasta Krosna. 27 października 1910 został wybrany na urząd burmistrza Krosna. 6 lutego 1904 decyzją rady c.k. powiatu krośnieńskiego został wybrany dyrektorem organizowanej wystawy powiatowej w Krośnie. 13 grudnia 1904 został wybrany z kurii miejskiej radnym rady c.k. powiatu krośnieńskiego i pełnił mandat w kolejnych latach. Podczas I wojny światowej sprawował stanowisko przewodniczącego Powiatowego Komitetu Narodowego w Krośnie, wspierał Legiony Polskie. Po odzyskaniu przez Polskę niepodległości w 1918 został mianowany komisarzem likwidacyjnym RP na powiat krośnieński. 
Pełnił funkcje prezesa Towarzystwa „Zgoda”, prezesa Polskiego Towarzystwa Gimnastycznego „Sokół” w Krośnie (założonego w 1892). Działał na rzecz budowy gmachu rady c.k. powiatu krośnieńskiego. Został przewodniczącym założonego w 1906 Związku Katolicko-Społecznego w Krośnie. 21 marca 1903 został członkiem wspierającym krakowskiego przytuliska uczestników powstania z r. 1863/4. Został prezesem, powstałej pod koniec 1904 w Krośnie tamtejszego z inicjatywy starosty Stanisława Nowosieleckiego, Kongregacji Mariańskiej męskiej. Był wiceprezesem oddziału Towarzystwa Szkoły Ludowej. Był przewodniczącym Powiatowego Komitetu Obrony Państwa w Krośnie w 1920.
Został pochowany na Starym Cmentarzu w Krośnie.
Zarządzeniem prezydenta RP Ignacego Mościckiego z 27 czerwca 1938 został pośmiertnie odznaczony Medalem Niepodległości za pracę w dziele odzyskania niepodległości.
Był żonaty z Klotyldą. Ich synem był Stanisław Jugendfein (1896-1940), inżynier, żołnierz Legionów Polskich, oficer Wojska Polskiego, ofiara zbrodni katyńskiej. W Krośnie urodziła się też Janina Leopoldyna Jugendfein (ur. 1892), podobnie jak Stanisław absolwentka tamtejszej C. K. Szkoły Realnej.